# Grande Loëze
Pour les articles homonymes, voir Loëze (homonymie).
La Grande Loëze est une rivière du département de l'Ain en région Auvergne-Rhône-Alpes et un affluent du Virolet, donc un sous-affluent du Rhône par la Saône.

## Géographie
La  Grande Loëze est une rivière d'une longueur de 11,8 km coule dans le département de l'Ain et va globalement de l'est vers l'ouest. Elle traverse en particulier Bâgé-le-Châtel. Elle se jette dans le Virolet long de 8,3 km qui lui-même se jette dans la Saône.
La Petite Loëze prend source est à l'extrême-est de la commune de Bâgé-Dommartin, à 203 m d'altitude, au lieu-dit Trélie, et au nord du Bois Brûlé. Au confluent avec le ruisseau de Montépin, la Petite Loëze devient Grande. Sa confluence est sur la commune de Feillens, à 180 m d'altitude, à l'ouest de la zone d'activité de Feillens, et juste avant de passer sous l'autoroute française A40, dite l'autoroute Blanche, et au sud-est de l'aire de péage de Replonges. 

### Communes et cantons traversés
Dans le seul département de l'Ain, la Grande Loëze traverse cinq communes et un seul canton :
- dans le sens amont vers aval : Bâgé-Dommartin (source), Bâgé-le-Châtel, Saint-André-de-Bâgé, Replonges, Feillens (confluence).

Soit en termes de cantons, la Grande Loëze, prend source et conflue dans le même canton de Bâgé-le-Châtel, donc dans l'arrondissement de Bourg-en-Bresse.

### Bassin versant
La Grande Loëze traverse une seule zone hydrographique La Saône du bief de la Jutance à la Veyle (U411) de 26 109 km2 de superficie.

## Affluents
La Grande Loëze a un seul affluent référencé :
- le ruisseau de Montépin (rg), 2,1 km sur les deux communes de Saint-Cyr-sur-Menthon et Bâgé-Dommartin.

Le rang de Strahler est donc de deux.

## Hydrologie
Le QMNA5 ou débit d'étiage, a été observé à 0,001 m3/s à Feillens pour un bassin versant de 27,6 km2 et de 0,007 m3/s à Bâgé-Dommartin pour un bassin versant de 22,9 km2.

## Aménagements et écologie

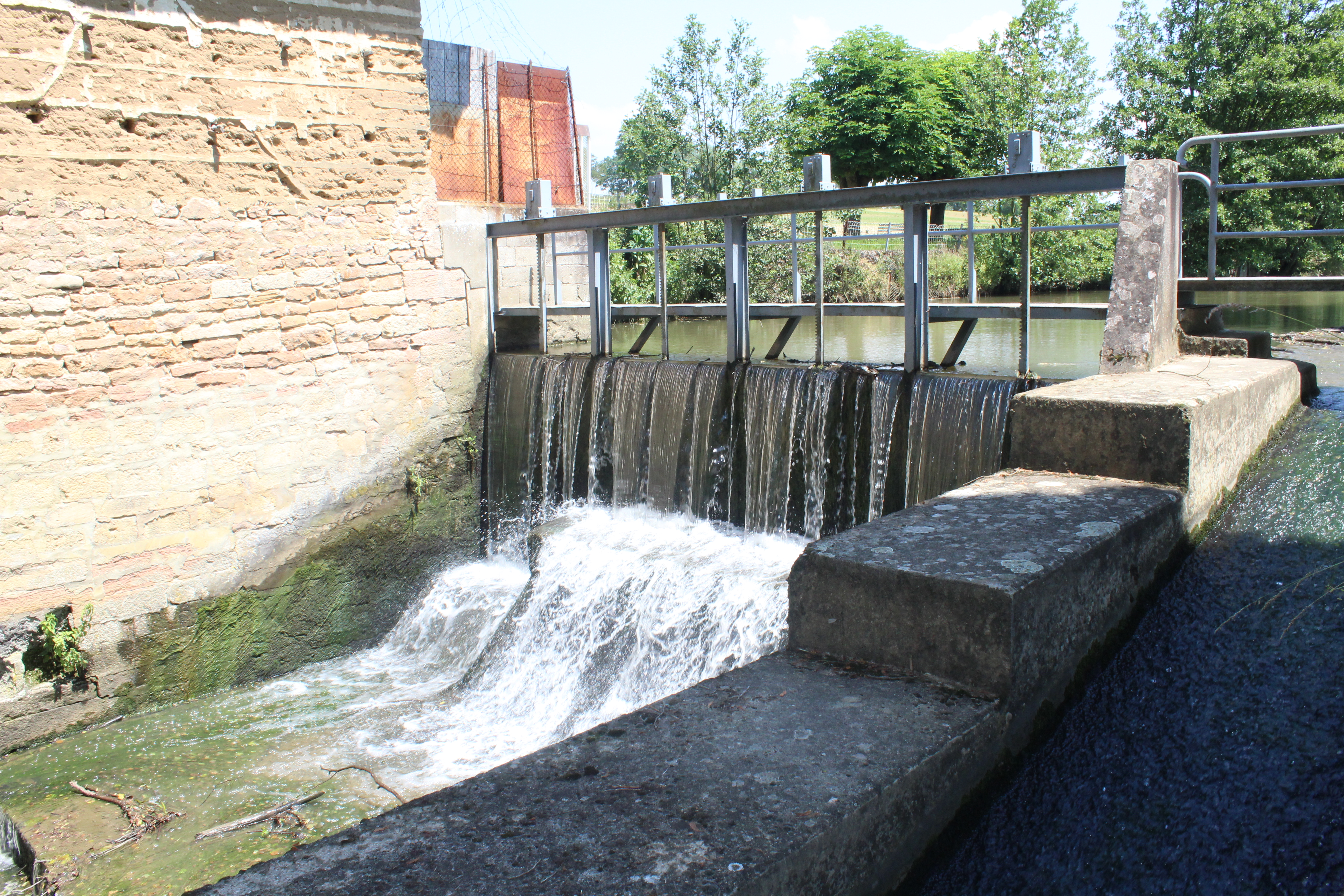
Moulin du Grand Loëze à la frontière entre Bâgé-le-Châtel et Bâgé-Dommartin.

Sur ces berges, on voit les lieux-dits, le Moulin de Débonne, la ferme du Moulin, Le Moulin, ainsi qu'une station d'épuration au sud de Bâgé-le-Châtel. 